# Молвино (Ульяновская область)
Мо́лвино — село в Тереньгульском районе Ульяновской области в составе Теренгульского городского поселения.

## География
Находится на речке Молвино на расстоянии примерно 8 километров по прямой на северо-восток от районного центра поселка Тереньга.

## История
Основано во второй половине XVIII века помещиком Иваном Георгиевичем Кротковым, в пяти верстах от его родового имения.  
В 1774 году в селе был построен первый деревянный храм во имя Живоначальной Троицы. Церковь была двухпрестольная. Главный (Троицкий) придел был холодным, а второй (во имя Святителя Митрофана Воронежского Чудотворца) - теплым. 
В 1913 году в селе было 206 дворов, 1081 житель, Троицкая церковь, земская школа. В поздний советский период работал совхоз «Молвинский» (позже СПК). 
В 1903 году началось возведение новой каменной церкви, а в 1905 году она была освящена. Но после Октябрьской революции, в 1918 году, молвинцы приняли активное участие в восстании против Советской власти. Выступление крестьян было жестоко подавлено в 1919 году, и в качестве мести многие храмы были закрыты и порушены. Досталось и молвинской церкви: она была разграблена, а многие иконы расстреляны из винтовок. 
В 1942 году рядом с селом была проложена ж/д линия Волжской рокады и построена станция "Молвино". 

## Население
Население составляло 271 человек (86% русские) в 2002 году, 171 по переписи 2010 года.

## Известные уроженцы
- Егоров Николай Михайлович — Почётный гражданин города Ульяновска[5][6].

## Достопримечательности
- Свято-Троицкая церковь[1].